# Висоциці
Висоциці (пол. Wysocice) — село в Польщі, у гміні Ґолча Меховського повіту Малопольського воєводства.
Населення — 418 осіб (2011).
У 1975-1998 роках село належало до Краківського воєводства.

## Демографія
Демографічна структура станом на 31 березня 2011 року:
|          | Загалом | Допрацездатний вік | Працездатний вік | Постпрацездатний вік |
| -------- | ------- | ------------------ | ---------------- | -------------------- |
| Чоловіки | 223     | 38                 | 156              | 29                   |
| Жінки    | 195     | 32                 | 111              | 52                   |
| Разом    | 418     | 70                 | 267              | 81                   |